# Continuum International Publishing Group
La Continuum International Publishing Group è stata una casa editrice accademica statunitense che pubblicava libri e riviste in lingua inglese relativamente alle seguenti discipline umanistiche: filosofia, cinema, musica, letteratura, educazione, linguistica, teologia e studi biblici.
In particolare curò i numeri della rivista La pedagogia degli oppressi di Paulo Freire. Nel 2012 la casa editrice divenne proprietà della Bloomsbury Publishing.

## Storia
Continuum International nacque nel 1999 dalla fusione della Cassell e della Continuum Publishing Company, fondata a New York nel 1980, che decisero di mettere a fatto comune i rispettivi catologhi editoriali di titoli a carattere accademico e religioso.
La Continuum Publishing Company acquisì la Athlone Press, fondata nel 1948 come casa editrice dell'Università di Londra, che successivamente la cedette alla Bemrose Corporation nel 1979.
Nel 2003, Continuum acquisì la sede londinese della Hambledon & London, premiata dal Sunday Times come migliore casa editrice di piccole dimensioni per l'anno 2001-2002 a, specializzata nella pubblicazione di testi di storia commerciale destinati al pubblico generalista.

Due anni più tardi, la Continuum International Publishing Group fu incorporata dalla Nova Capital Management, che nel 2011 la cedette alla Bloomsbury Publishing. A partire da settembre del 2012, tutti i nuovi titoli del catalogo di Continuum iniziarono ad essere pubblicati con la dicitura "Bloomsbury Academic", marchio proprietario della Bloomsbury.

## Marchi di stampa
Continuum gestiva i seguenti imprint editoriali:
- Burns & Oates;
- Hambledon Continuum, specializzata nella storia dell'editoria;
- T&T Clark;
- Thoemmes Press